# 等离子体蚀刻
等离子体蚀刻是一种用于制造集成电路的等离子体处理形式。它是将适当气体混合物的高能辉光放电（等离子体）高速脉冲喷射到样品上。等离子体源，称为蚀刻物质，可以是带电的（离子）或中性的（原子和自由基）。在这一过程中，等离子体通过与被蚀刻材料元素之间的化学反应，在室温下生成可挥发的蚀刻产物。最终，轰击元素的原子嵌入到目标表面或表面以下，从而改变目标的物理性质。

## 机制
等离子体是一种高能态，在此状态下可以发生多种过程。这些过程由电子和原子引发。要形成等离子体，需要加速电子以使其获得能量。高能电子通过碰撞将能量传递给原子。由于这些碰撞，可以发生三种不同的过程：
- 激发
- 离解
- 电离

等离子体中存在不同的类型，如电子、离子、自由基和中性粒子。这些类型不断相互作用。在等离子体蚀刻过程中，会发生两个过程：
- 化学物质的生成
- 与周围表面的相互作用

没有等离子体时，这些过程都需要在更高温度下进行。可以通过不同方式改变等离子体化学成分，以获得不同种类的等离子体蚀刻或沉积。一种形成等离子体的方法是使用频率为13.56 MHz的射频激励，该频率被分配用于此应用的ISM频段。
系统的工作模式会随操作压力变化而改变，反应室结构的不同也会影响等离子体的行为。在简单情况下，电极结构对称，样品放置在接地电极上。

### 对工艺的影响
成功开发复杂蚀刻工艺的关键在于找到合适的气体蚀刻化学成分，以与待蚀刻材料形成可挥发产物，如下表所示。对于一些难以蚀刻的材料（如磁性材料），只有在提高晶片温度时才能获得足够的挥发性。影响等离子体工艺的主要因素包括：

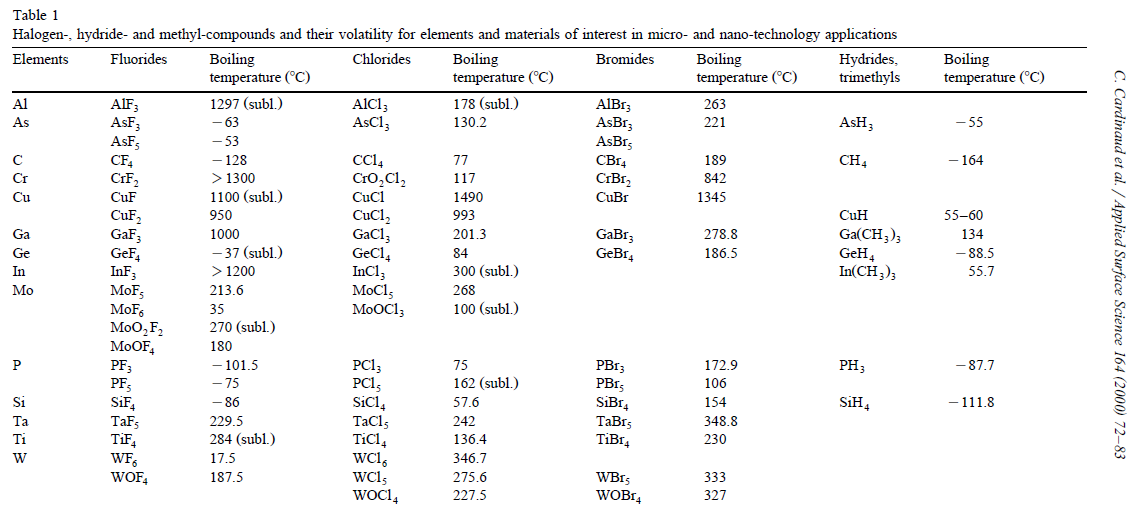

- 电子源
- 压力
- 气体种类
- 真空

### 表面相互作用
产物的反应取决于不同原子、光子或自由基形成化合物的几率。表面温度也会影响产物的反应。当物质能够聚集并以凝聚层形式到达表面时发生吸附，该凝聚层厚度各异（通常是一层薄薄的氧化层）。可挥发产物在等离子相中脱附，并在材料与样品壁相互作用时促进蚀刻过程。如果产物不可挥发，将在材料表面形成薄膜。影响样品等离子体蚀刻能力的因素包括：
- 揮發性
- 吸附
- 化學親和性
- 离子轰击
- 溅射

等离子体蚀刻可以改变表面接触角，例如将其从亲水性转变为疏水性，或反之。据报道，氩等离子体蚀刻可将接触角从52°提高到68°，而氧等离子体蚀刻可将碳纤维增强聚合物的接触角从52°降低到19°，用于骨板应用。等离子体蚀刻还可使金属表面粗糙度从数百纳米降低至最低约3 nm。

## 类型
压力会影响等离子体蚀刻工艺。为了实现等离子体蚀刻，反应室必须处于低压状态（低于100 Pa）。为了产生低压等离子体，必须对气体进行电离。电离通过辉光放电实现。外部激励源可提供高达30 kW的功率，且其频率范围从50 Hz（直流）到5–10 Hz（脉冲直流），以及射频和微波频段（MHz–GHz）。

### 微波等离子体蚀刻
微波蚀刻使用微波频段（MHz–GHz）的激励源。以下示例展示了一种微波等离子体蚀刻装置：

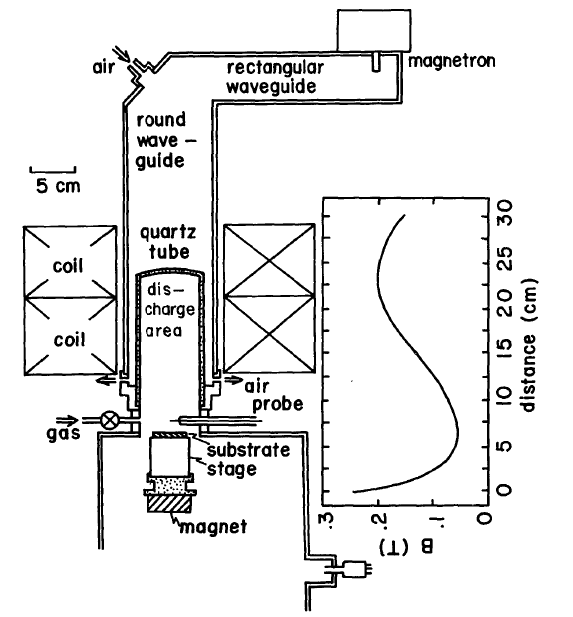
一台微波等离子体蚀刻装置。微波频率为2.45 GHz，由磁控管产生，通过矩形和圆形波导放电。放电区位于内径66 mm的石英管中，管外缠绕两组线圈和一块永磁体，用以产生磁场并引导等离子体。

### 氢等离子体蚀刻
氢等离子体蚀刻是一种利用氢气进行等离子体蚀刻的方法。实验装置示例如下：

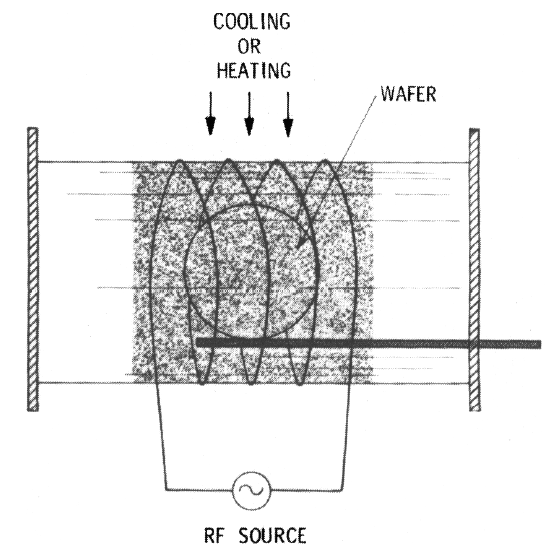
一根以30 MHz射频激励的石英管，外绕线圈，功率密度为2–10 W/cm³。室内充入H₂气体，气压范围为100-300 μm。

## 等离子体蚀刻机
等离子体蚀刻机（或蚀刻工具）是一种用于生产半导体器件的设备。等离子体蚀刻机利用高频電場（通常为13.56 MHz）使工艺气体（通常为氧气或含氟气体）电离并产生等离子体。将晶圓置于蚀刻机中，首先通过真空泵系统将反应室内的空气抽空，然后在低压下引入工艺气体，并使其发生電擊穿后形成等离子体。

### 等离子体约束
工业等离子体蚀刻机通常采用等离子体约束技术，以实现可重复的蚀刻速率和精确的空间分布，并常用于RF等离子体中。一种约束等离子体的方法是利用德拜层，这是等离子体近表面的一层结构，类似于其他流体中的双电层。例如，当槽状石英部件上的德拜层厚度至少为槽宽的一半时，鞘层会封闭槽口并将等离子体约束在内部，同时允许未带电粒子通过。

## 应用
等离子体蚀刻目前广泛应用于半导体材料的加工，用于电子器件的制造。可在半导体材料表面蚀刻出微小结构，以提高效率或增强在电子器件中的性能。例如，等离子体蚀刻可在硅表面刻出深沟槽，用于微机电系统，显示出在微电子生产中的潜力。 同样，目前也在研究如何将该工艺调整至纳米级别。
氢等离子体蚀刻在去除半导体表面的本征氧化物方面表现出色，能留下洁净且化学平衡的表面，适用于多种应用。
氧等离子体蚀刻可通过在感应耦合等离子体/反应离子蚀刻（ICP/RIE）反应器中施加高偏压，实现对单晶金刚石纳米结构的各向异性深蚀刻。另一方面，使用零偏压氧等离子体可实现C–H端基金刚石表面的各向同性终端化。

### 集成电路
等离子体可用于在硅片上生长二氧化硅薄膜（使用氧等离子体），也可使用含氟气体去除二氧化硅。结合光刻，二氧化硅可选择性涂敷或去除，以绘制电路走线。
为了形成集成电路，有必要对各层进行成型。这可以通过等离子体蚀刻机完成。蚀刻前，在表面上沉积光刻胶，通过掩膜曝光并显影。然后进行干法蚀刻，以获得所需结构。工艺完成后，需要去除残留光刻胶。这也在一种称为灰化机的专用等离子体蚀刻机中完成。
干法蚀刻可对硅和III–V族半导体技术中使用的所有材料进行可重复且均匀的蚀刻。通过使用感应耦合等离子体/反应离子蚀刻（ICP/RIE），即使是如金刚石等最坚硬的材料也能实现纳米结构化。
等离子体蚀刻机也用于失效分析中的集成电路分层。

### 印刷电路板
等离子体用于蚀刻印刷电路板，包括去污通孔。

## 相关
- 等离子清洗（英语：Plasma cleaning）